# Скопление Центавра

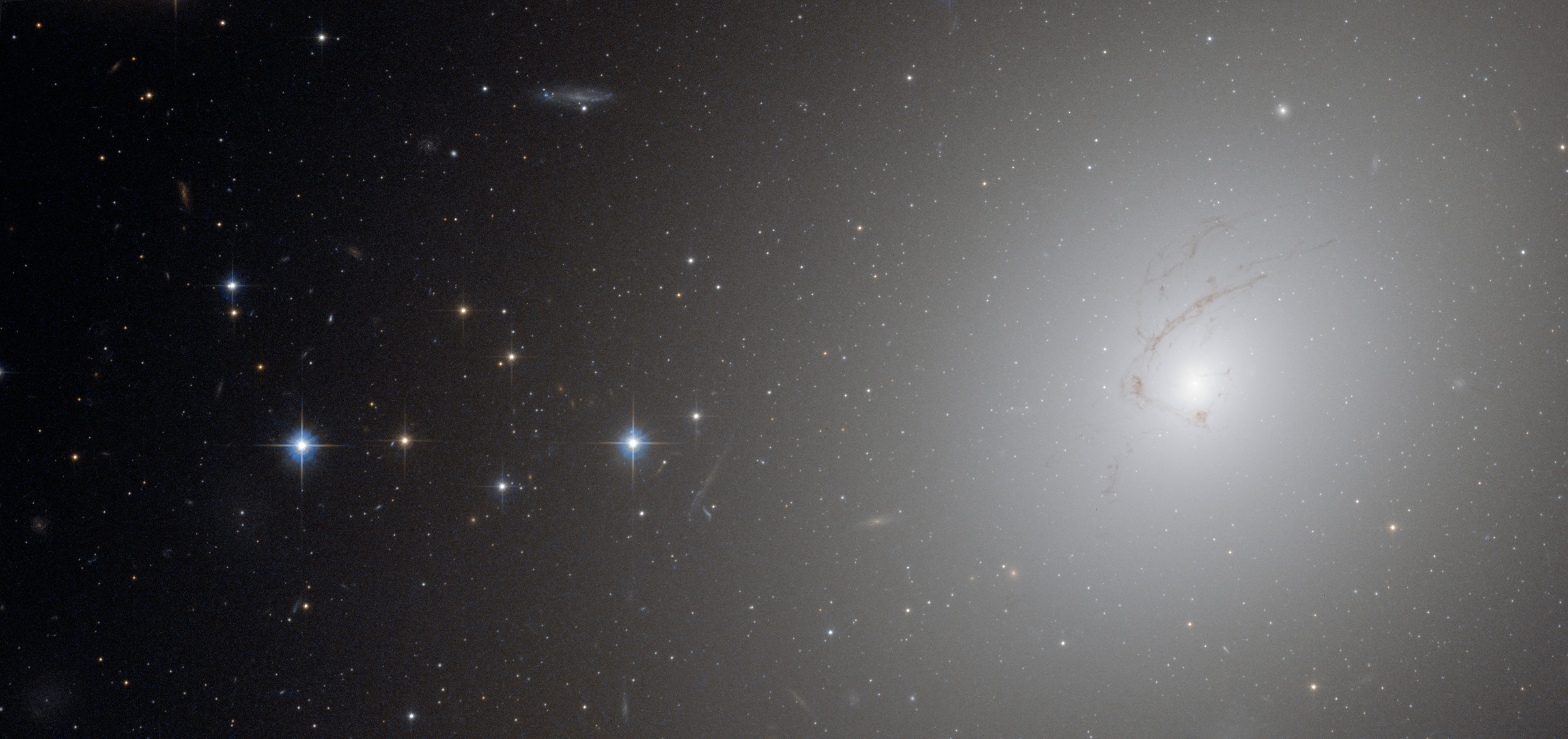
Область скопления Центавра с NGC 4696

Скопление Центавра (A3526) — скопление, включающее более сотни галактик, расположенных примерно в 170 миллионов световых лет от Земли в созвездии Центавра. Самая яркая галактика — эллиптическая галактика NGC 4696 (~ 11 видимая звёздная величина). Скопление Центавра входит в сверхскопление Гидры-Центавра.
Скопление состоит из двух различных подгрупп галактик, движущихся с разными скоростями. Основная подгруппа содержит галактику NGC 4696. Вторая подгруппа находится позади первой в 60 миллионах световых лет и содержит галактику NGC 4709, которая является второй по яркости галактикой в скоплении Центавра. Вторая подгруппа движется со скоростью 1500 км/с относительно первой, и, как полагают, они в конечном итоге сольются в единую группу.
Скопление Центавра является сильным источником рентгеновского излучения.